# VfB Fortuna Chemnitz
VfB Fortuna Chemnitz is een Duitse voetbalclub uit de stad Chemnitz, in de deelstaat Saksen. De club ontstond in 2005 na een fusie tussen VfB 01 Chemnitz en SV Fortuna Furth Glösa. Clubkleuren zijn blauw-geel en thuiswedstrijden worden gespeeld in het Stadion an der Chemnitztalstraße.

## Geschiedenis
In 2011 promoveerde de club terug naar de Oberliga en speelde daar tot 2013. In 2014 volgde een tweede degradatie op rij. 